# 스카니아 옴니익스프레스

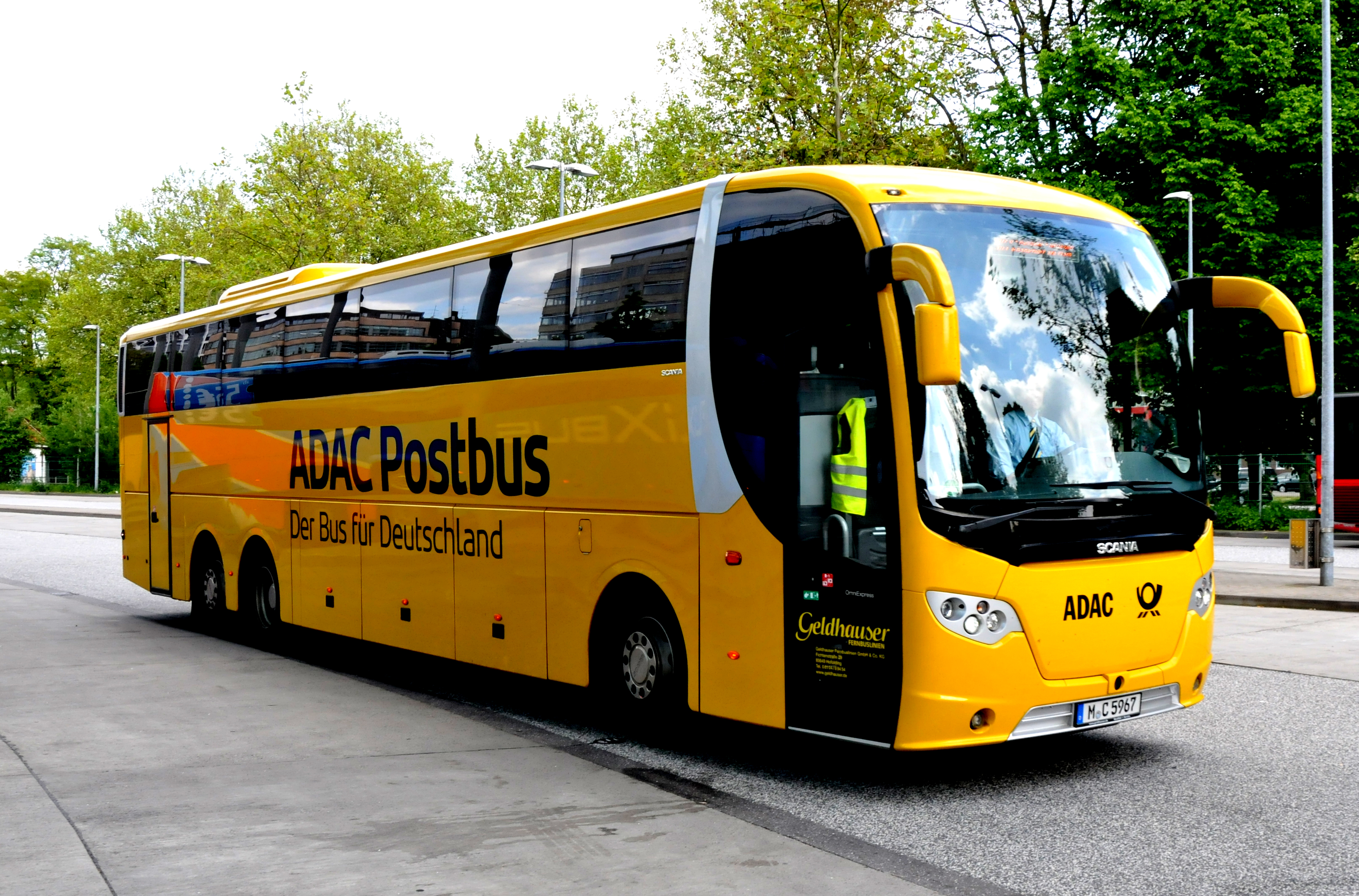

스카니아 옴니익스프레스는 스카니아사가 제작했던 세미 일체형 단일 테크 코치인 버스이다. 대한민국에는 수입되지않은 차종이다.

## 스카니아 옴니익스프레스의 변천사
스카니아 옴니익스프레스는 2007년에 스카니아사가 출시했던 시외버스, 관광버스, 시내버스의 용도로 쓰이던 버스로 옴니익스프레스 3.20, 옴니익스프레스 3.40, 옴니익스프레스 3.60의 3개에 모델로 판매가 되었던 차종이다. 옴니익스프레스 3.60은 뒷바퀴가 6륜인 차종이며 영국과 아일랜드에선 우측 드라이브 버전으로 이용할 수가 있었다. 3개의 모델들 중에서 옴니익스프레스 3.20은 스탠다드데커이며 옴니익스프레스 3.40과 옴니익스프레스 3.60은 하이데커로 분류된다. 이중에세 옴니익스프레스 3.20은 북유럽에서 저가의 시내버스로도 사용이 되었으며 2007년 출시된 이후로 2017년까지 생산되었으며 2017년 이후론 단종된 차종이다. 스카니아 대형트럭 시리즈와는 달리 대한민국에서는 수입되지않은 차종이다.

## 경쟁 차종
- 볼보버스
- 메르세데스-벤츠
- MAN SE

## 같이 보기
- 스카니아
- 버스
- 상용차
- 스카니아 버스
- 스카니아 F-시리즈
- 스카니아 K-시리즈
- 스카니아 N-시리즈
- 스카니아 옴니링크
- 스카니아 옴니시티
- 시티와이드 LE/시티와이드 LF